# China Railways HXD1B
A China Railways HXD1B sorozat kínai, 25 kV 50 Hz váltakozó áramú, Co'Co' tengelyelrendezésű villamosmozdony-sorozat. A Zhuzhou Electric Locomotive Works összesen 500 db-ot gyártott belőle a China Railways részére.